# Estanys del Carlit
Els Estanys de Carlit són un grup de 26 llacs
situats als voltants del massís de Carlit a les comarques catalanes del Capcir i l'Alta Cerdanya al Pirineu.
Els llacs més nombrosos estan al nord-oest del Carlit, ja que la zona té molta neu i una estructura més complexa.

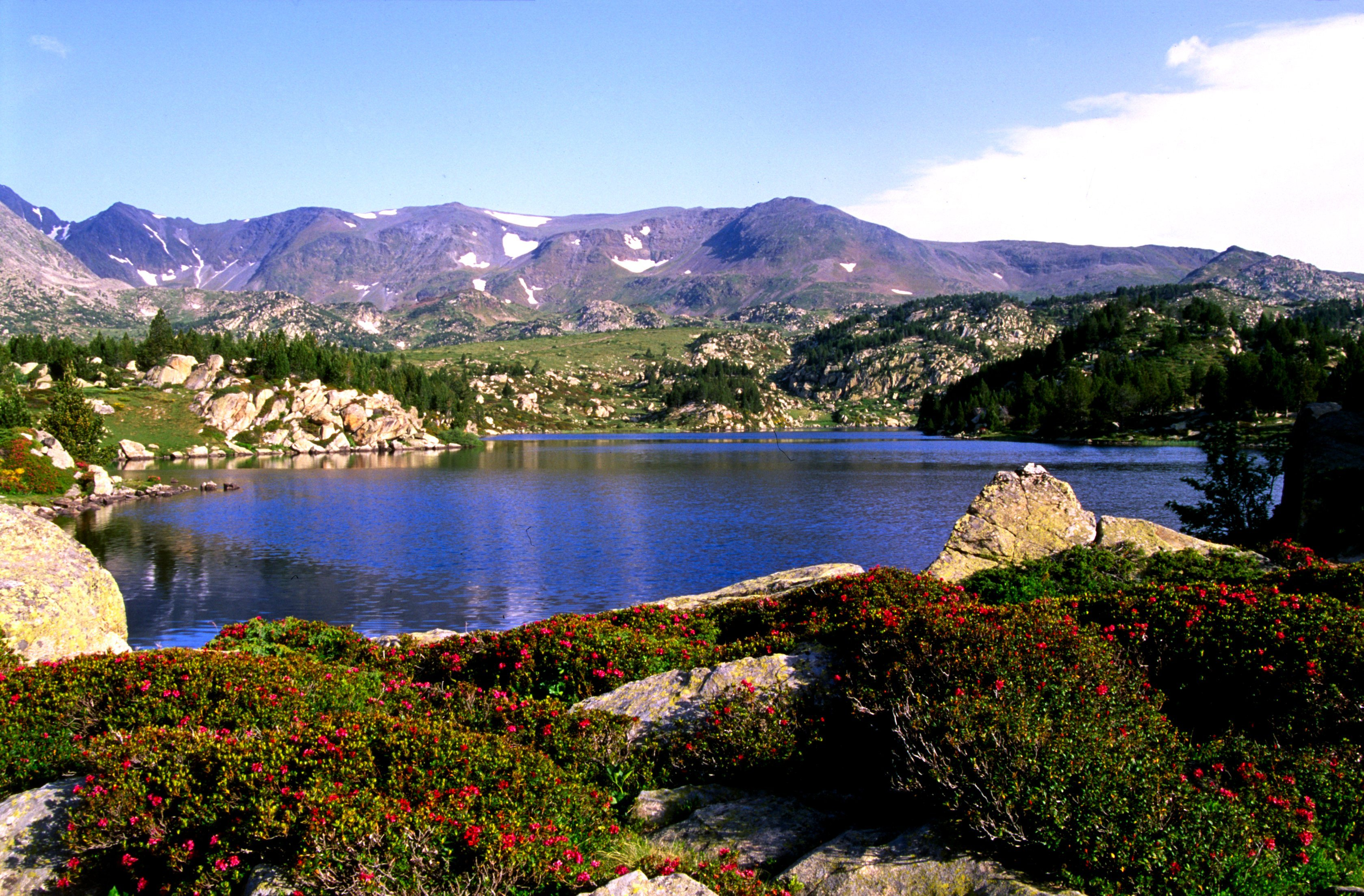
Els estanys del Carlit

El més important és el llac de la Bollosa a 2.016 m d'altitud, represat artificialment, el llac de Nagulles a 1.854 m i l'estany de Lanós a 2.150 m. Aquest darrer, amb una superfície de 84 hectàrees, té una fondària màxima i emmagatzema 20 milions de metres cúbics d'aigua essent considerat el de més volum d'aigua del vessant nord del Pirineu cosa que en propicia l'explotació hidroelèctrica. A prop de la Bollosa, a l'est del Carlit, hi ha també un seguit de petits estanys a la vall d'Angostrina, com l'Estany del Castellar, el de Sobirans, el de Trebens, el d'en Gombau, el de les Dugues, el de Vallell, el Llong, el Llat, l'Estany de la Comassa, el del Viver, el Negre, el Sec…
Les aigües dels llacs de Nagulles i Lanós són de color verd. La transparència del llac de Nagulles arriba a 50 metres. El llac de Lanós alimenta el riu Querol i l'aprofitament de les seves aigües (desviant les aigües cap al riu Arieja per aprofitar-les hidroelèctricament) va ser objecte d'un litigi jurídic entre França i Espanya l'any 1957.